# Chartocerus kerrichi
Chartocerus kerrichi is een vliesvleugelig insect uit de familie Signiphoridae. De wetenschappelijke naam is voor het eerst geldig gepubliceerd in 1963 door Agarwal.